# La Unión (cantão)
La Unión é um cantão da Costa Rica, situado na província de Cartago, entre Montes de Oca ao norte, Curridabat e Desamparados ao oeste, Cartago ao leste, e Desamparados e Cartago ao sul. Sua capital é a cidade de Tres Ríos. Possui uma área de 44,8 km² e sua população está estimada em 105.612 habitantes.

## Divisão política
Atualmente, o cantão de La Unión possui 8 distritos:
|   | Nome do Distrito |
| - | ---------------- |
| 1 | Tres Ríos        |
| 2 | San Diego        |
| 3 | San Juan         |
| 4 | San Rafael       |
| 5 | Concepción       |
| 6 | Dulce Nombre     |
| 7 | San Ramón        |
| 8 | Río Azul         |